# Gerrie Wachtmeester
Gerrie Wachtmeester (Emmen, 18 april 1957 – Groningen, 3 juni 2024) was een Nederlands kunstschilder. 

## Loopbaan
Hij volgde zijn opleiding tussen 1976 en 1981 aan Academie Minerva. Volgens Wachtmeester valt zijn werk onder het realisme.
Wachtmeester schilderde in het begin voornamelijk Groninger landschappen waar een zekere 'onaardse' spanning vanuit ging. Met donkere luchten op de voorgrond en ondefinieerbaar licht in de verte. Deze werken zijn te vergelijken met het magisch realisme  van Carel Willink en Raoul Hynckes. De recentere werken van Wachtmeester zijn lichter van karakter en hebben een eenvoudigere opbouw. Ook haalt hij zijn inspiratie niet enkel uit de directe waarneming, maar bedenkt hij ook zijn eigen beelden.
Gerrie J. Wachtmeester overleed op 67-jarige leeftijd. Hij leed geruime tijd aan kanker en liet euthanasie plegen op 3 juni 2024.

## Exposities
- Onderdeel van Zomertentoonstelling 2008 in Galerie Mokum;
- Stadse Schatten in het Drents Museum van 12 maart 2009 tot 3 januari 2010;
- Tabeh Sobat. De militaire avonturen van Aaldert Wachtmeester op Java en Sumatra 1946-1948. Museum Bronbeek 2019.[5]

## Galerij

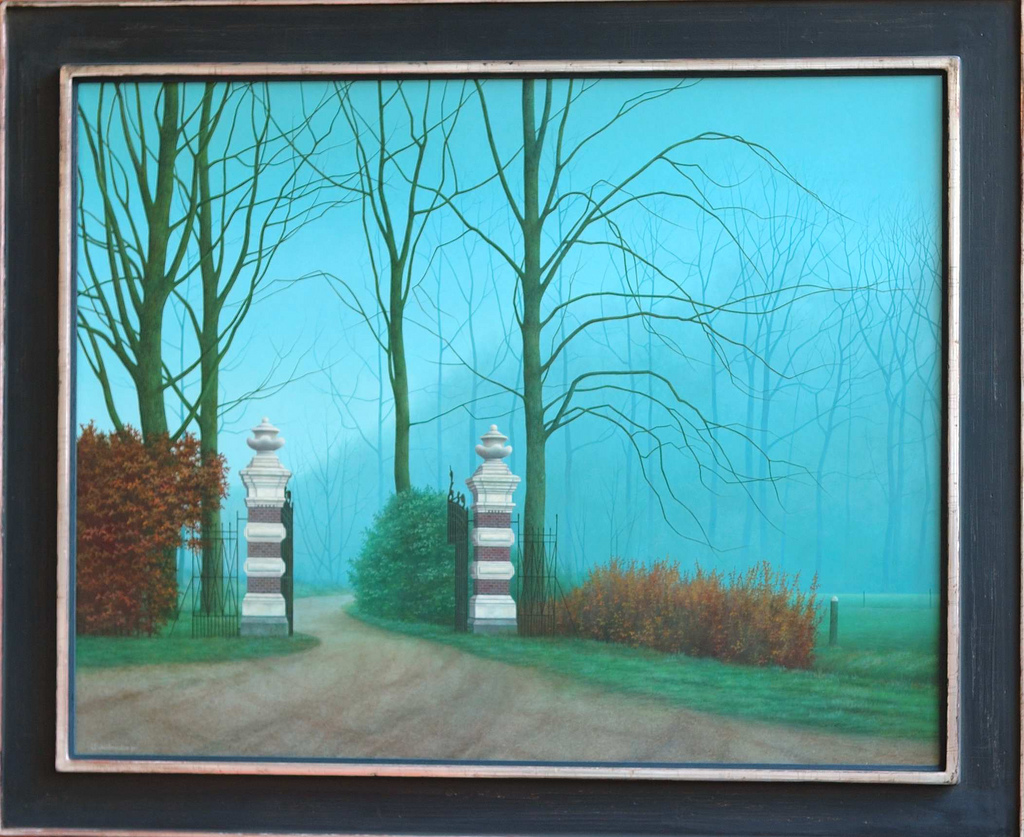
De Braak (1993)
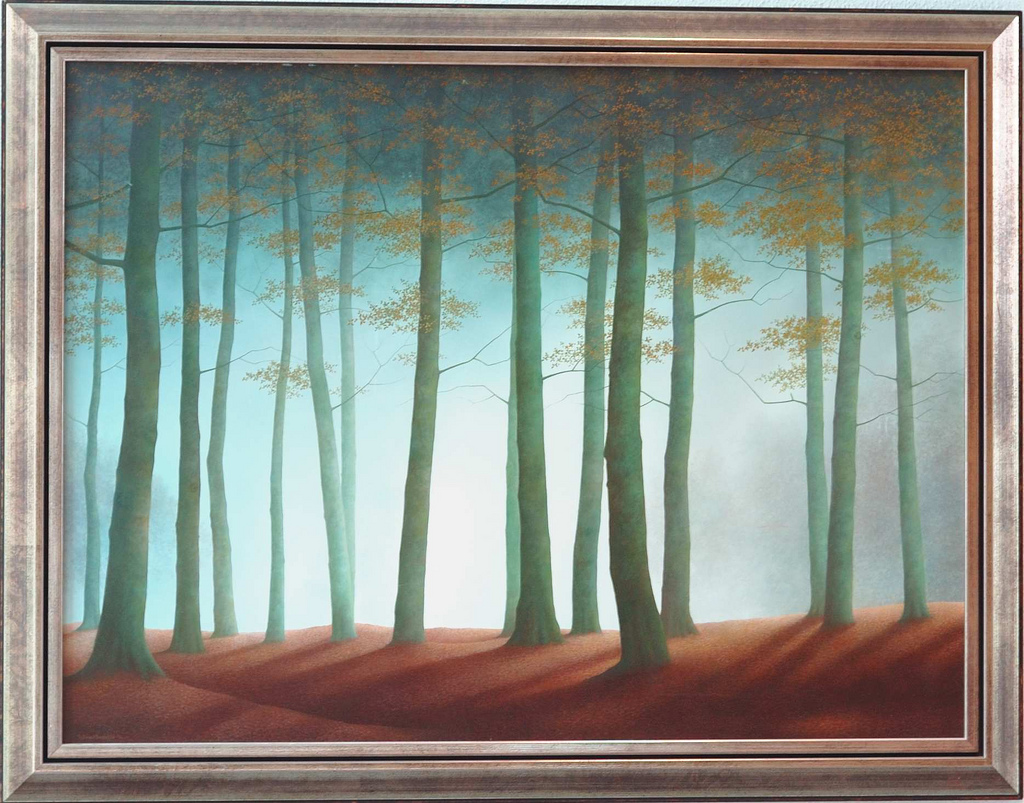
De Boswal (2001)